# Anulidentalium bambusa
Anulidentalium bambusa is een Scaphopodasoort uit de familie van de Anulidentaliidae. De wetenschappelijke naam van de soort is voor het eerst geldig gepubliceerd in 1975 door Chistikov.